# Vörös széró
A vörös széró (Capricornis rubidus) az emlősök (Mammalia) osztályának párosujjú patások (Artiodactyla) rendjébe, ezen belül a tülkösszarvúak (Bovidae) családjába és a kecskeformák (Caprinae) alcsaládjába tartozó faj.
Ezt az állatot korábban a gorálok (Naemorhedus) közé sorolták be, Naemorhedus rubidus név alatt.
Időnként a szumátrai széró (Capricornis sumatraensis) alfajának vélik, mivel élőhelyének egy részét megosztja a Capricornis sumatraensis thar-ral; és a két állatot néha összetévesztik.

## Előfordulása
A vörös széró előfordulási területe Banglades déli része és Mianmar északi fele. Északkelet-Indiában a Brahmaputra folyam déli részén levő dombokon gyakorinak számít.

## Megjelenése
Bundaszíne barnás-rozsdavörös, a torka és álla fehéresek. A pofáján és gerincén szürkés az árnyalata.

## Életmódja
Az erdőkkel és bozótosokkal borított hegyoldalakat kedveli.

### Fordítás
- Ez a szócikk részben vagy egészben  a   Red serow című angol Wikipédia-szócikk ezen változatának fordításán alapul.  Az eredeti cikk szerkesztőit annak laptörténete sorolja fel. Ez a jelzés csupán a megfogalmazás eredetét és a szerzői jogokat jelzi, nem szolgál a cikkben szereplő információk forrásmegjelöléseként.